# Абасири (тюрьма)
Абасири (яп. 網走刑務所 Абасири Кэимусё) — тюрьма, расположенная в одноимённом городе в префектуре Хоккайдо. В наиболее старой части учреждения в 1983 году открыт музей. Наказание в Абасири отбывают заключённые, чей срок не превышает 10 лет. Это самая северная тюрьма Японии, а также единственный в стране музей-тюрьма.

## История
После реставрации Мэйдзи в Японии значительно увеличилось число политических заключённых. В это же время остро стояла проблема освоения северных территорий и сдерживания восточной экспансии Российской империи. В 1881 году правительством был принят ряд законов, согласно которым осуждённые на 12 и более лет отбывали наказание в тюрьмах Хоккайдо. При этом разрешалось использовать их в качестве рабочей силы. По истечении срока лишения свободы бывшие заключённые должны были оставаться на острове в качестве поселенцев. Использование труда осуждённых на Хоккайдо продолжалось и во время ранней эпохи Сёва.
В апреле 1890 года в Абасири отправили более 1300 заключённых для строительства 160 километров дороги на юг. Работать приходилось в тяжёлых условиях, многие недоедали. К моменту завершения прокладки дороги в 1891 году более 200 заключённых погибло.
В 1909 году большая часть тюрьмы сгорела, однако в 1912 её отстроили. В 1960-е годы, благодаря выходу фильма «Тюрьма Абасири» Тэруо Исии, место стало популярным среди японских туристов. В 1983 году часть заключённых перевели в новый тюремный корпус, учредив в старом здании музей.

## Известные заключённые
- Кюити Токуда — деятель рабочего движения Японии, лидер Коммунистической партии Японии.
- Кэндзи Миямото — японский политический деятель.
- Бранко Вукелич — югославский журналист, участник разведывательной группы Рихарда Зорге.

## Образ в массовой культуре
- Японский фильм «Тюрьма Абасири» (1965, режиссёр и сценарист Тэруо Исии), оказавший большое влияние на формирование жанра фильмов о якудза.
- В игре Yakuza 5 один из главных героев сбегает из тюрьмы Абасири.
- В одном из эпизодов американского сериала «Чёрный список» представлен персонаж — босс якудза, сбежавший из Абасири.
- Тюрьма занимает важное место в сюжете серии манги Golden Kamuy.